# Multiverse (film)
Pour plus de détails, voir Fiche technique et Distribution.
Multiverse est un film canadien réalisé par Gaurav Seth sorti en 2019.

## Fiche technique
- Titre original : Multiverse
- Réalisation : Gaurav Seth
- Scénario : Doug Taylor
- Pays :  Canada
- Langue : anglais
- Dates de sortie : 
  -  France : 25 mai 2022

## Distribution
- Munro Chambers
- Sandra Mae Frank
- Paloma Kwiatkowski
- Robert Naylor